# Óptica

Animação representando a dispersão de um feixe de luz contínuo.

A óptica (português brasileiro) ou ótica (português europeu) (do grego antigo ὀπτική, transliterado como optiké, significando "visão") é o ramo da Física que estuda os fenômenos que têm como causa determinante a energia radiante. A óptica explica, a partir das proposições quanto às trajetórias seguidas pela luz, o estudo da natureza constitutiva da luz, as causas dos defeitos de visão, projeção de imagens, funcionamento de espelhos, a estrutura atômica, entre outras aplicações.
Os estudos relacionados à óptica vão além da luz visível, de forma a abranger outros tipos de radiação eletromagnética, seja ela infravermelha, ultravioleta, raios X, micro-ondas, ondas de rádio ou raios gama. A óptica, nesse caso, pode se enquadrar como uma divisão do eletromagnetismo e devido à dualidade onda-partícula algumas propriedades da óptica são áreas de estudos da mecânica quântica.
A óptica também está presente em outras áreas de estudo. Na medicina destaca-se o estudo do olho humano e das lentes corretivas, bem como no uso de lasers em procedimentos cirúrgicos. Temos também presentes na astronomia através dos telescópios e na fotografia pelas lentes, além de estar presente no uso cotidiano, tendo como principal exemplo os espelhos.
Podemos dividir o estudo da óptica de acordo com sua amplitude de estudo:
- Óptica geométrica: trata a luz como um conjunto de raios que cumprem o princípio de Fermat. Utiliza-se no estudo da transmissão da luz por meios homogêneos (lentes e espelhos), a reflexão e a refração. Compreende o estudo de fatos relativamente simples, usando a construção geométrica e leis empíricas representando o percurso retilíneo dos raios de luz. Ela classifica dois tipos de corpos: os corpos que produzem e emitem luz, chamados de fonte primária de luz ou corpos luminosos. E também os corpos que enviam a luz que recebem, aqueles que não produzem Luz, chamadas de fontes secundárias de luz ou corpos iluminados;[2]
- Óptica ondulatória: considera a luz como uma onda plana, tendo em conta sua frequência e comprimento de onda. Utiliza-se para o estudo da difração e interferência;
- Óptica eletromagnética: considera a luz como uma onda eletromagnética, explicando assim a reflexão e transmissão, e os fenômenos de polarização e anisotrópicos;
- Óptica quântica ou óptica física: estudo quântico da interação entre as ondas eletromagnéticas e a matéria, no que a dualidade onda-corpúsculo representa uma função crucial.

## Meios ópticos
Por ser uma onda eletromagnética, a Luz se propaga no vácuo com a velocidade de 299 792 458 m/s, enquanto sua velocidade de propagação na matéria é inferior e depende das características do material, como por exemplo sua densidade, espessura e composição. De acordo com a facilidade da propagação da luz o meios ditos ópticos podem ser classificados em:
- Transparente: os meios transparentes são meios em que a luz percorre trajetórias bem definidas, ou seja, a luz passa por esse meio regularmente e o observador vê um objeto com nitidez através do meio. O único meio absolutamente transparente é o vácuo, porém alguns meios como o vidro e a água pura são comumente considerados meios transparentes;
- Translúcido: nos meios translúcidos, existe alguma dificuldade da luz em atravessá-los, sendo sua trajetória irregular. Alguns exemplos consistem em vidros foscos, papel manteiga e as nuvens, já que mesmo em um dia nublado não há ausência total de luz solar;
- Opaco: nos meios opacos a luz não se propaga, nesses meios ocorrem a absorção e reflexão da luz, realizando sua conversão em outros tipos de energia, sendo a térmica o principal exemplo. Madeira, concreto e ligas metálicas são exemplos de meios opacos.[4]

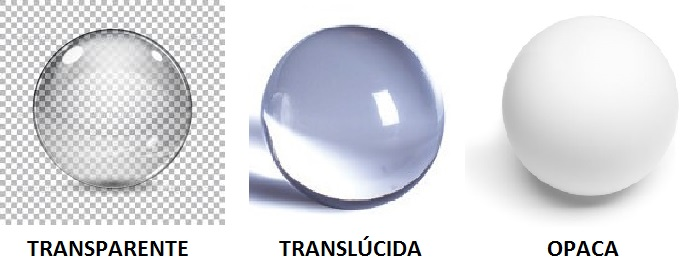
Exemplos de meios ópticos.

## Sombra e penumbra

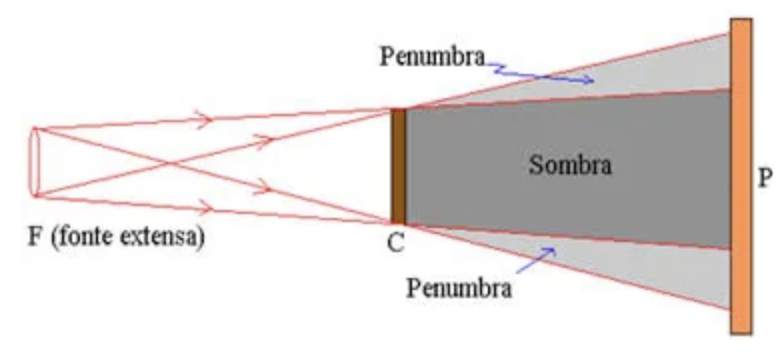
Fonte de luz extensa originando sombra e penumbra por conta de um objeto opaco

Quando lidamos com luz e sombras a ferramenta mais fundamental que nos auxilia a entender seu funcionamento é o que chamamos de óptica geométrica e, considerando as diversas consequências do Princípio de Propagação retilínea da luz, um dos fatos que podemos observar ao ter um objeto iluminado, seja por uma fonte pontual, isto é, uma fonte de luz que possui dimensões desprezíveis, ou por uma fonte extensa, veremos a formação de sombra e penumbra.
Utilizando a definição mais comum, uma sombra é a área escura cuja luz emitida por uma fonte luminosa é barrada por um objeto opaco. A penumbra por outro lado pode ser entendida como uma área na qual existem feixes de luz de uma fonte, porém nem todos os feixes emitidos por essa fonte conseguem chegar nessa área, podendo ser entendida, de forma simplificada, como "uma sombra mais clara".

## Equações

Lei de Snell, demonstração do desvio da luz devido à mudança na sua velocidade em diferentes meios

De acordo com a propagação da luz, utilizamos as equações listadas abaixo.
- Lei da Reflexão:

{\displaystyle i=r}
onde {\displaystyle i}=ângulo de incidência e {\displaystyle r}=ângulo de reflexão
- Índice de refração absoluto em um meio:

{\displaystyle n_{m}={\frac {c}{v_{m}}}}
onde {\displaystyle n_{m}} é o índice de refração no meio
{\displaystyle c} a velocidade da luz no vácuo e
{\displaystyle v_{m}} é a velocidade da luz no meio.
- Lei de Snell:

{\displaystyle n_{1}sen(i)=n_{2}sen(r)}
Onde {\displaystyle n_{1}} índice de refração no meio 1 {\displaystyle i} ângulo de incidência
{\displaystyle n_{2}} índice de refração no meio 2
{\displaystyle r} ângulo de refração
- Índice relativo de refração entre dois meios:

{\displaystyle n_{2},_{1}={\frac {n_{2}}{n_{1}}}={\frac {sen(i)}{sen(r)}}={\frac {v_{1}}{v_{2}}}={\frac {\lambda _{1}}{\lambda _{2}}}}
Onde {\displaystyle n_{2},_{1}} é o índice de refração relativo entre os meios 1 e 2, {\displaystyle n_{1}}  é o índice de refração do meio 1, {\displaystyle n_{2}} consiste no índice de refração do meio 2, {\displaystyle i} é ângulo de incidência, {\displaystyle r}  representa o ângulo de refração, {\displaystyle v_{1}}corresponde a velocidade da luz no meio 1, {\displaystyle v_{2}} é a velocidade da luz no meio 2, {\displaystyle \lambda _{1}} representa o comprimento de onda no meio 1 enquanto
{\displaystyle \lambda _{2}} é o comprimento de onda no meio 2.
- Equação de Gauss:

{\displaystyle {1 \over f}={1 \over p}+{1 \over i}}
Sendo {\displaystyle f} a distância focal, {\displaystyle p} a distância do objeto e  {\displaystyle i} a distância da imagem.
- Associação de espelhos planos:

{\displaystyle n={360^{\circ } \over \alpha }-1}
Para {\displaystyle n} que corresponde ao número de imagens formadas e {\displaystyle \alpha } o ângulo de abertura entre os espelhos.
- A refração total da luz é um dos princípios de funcionamento da fibra ópticaReflexão total

{\displaystyle \theta _{\text{crit}}=\arcsin \left({\frac {n_{c}}{n_{n}}}\right)}

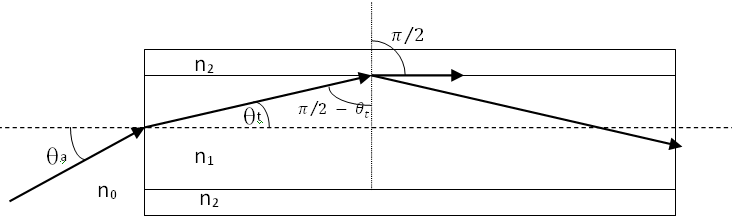
A refração total da luz é um dos princípios de funcionamento da fibra óptica

Para termos a reflexão total, o ângulo de tem de ser maior de que  {\displaystyle \theta _{crit}}, o qual ocorre quando o ângulo de refração for de 90º. Desse modo, a partir do {\displaystyle \theta _{crit}} , ocorrerá o fenômeno da reflexão total, de modo que apenas os raios com {\displaystyle \theta >\theta _{crit},} permanecerão no núcleo.

## Aplicações
A óptica se faz presente no cotidiano em inúmeros fenômenos, e a partir dela é possível entendê-los e explicá-los de forma satisfatória. Suas importantes aplicações na medicina e biologia, desde o funcionamento do olho até sua utilização para melhorar e facilitar a vida humana.

### Óptica em fenômenos naturais

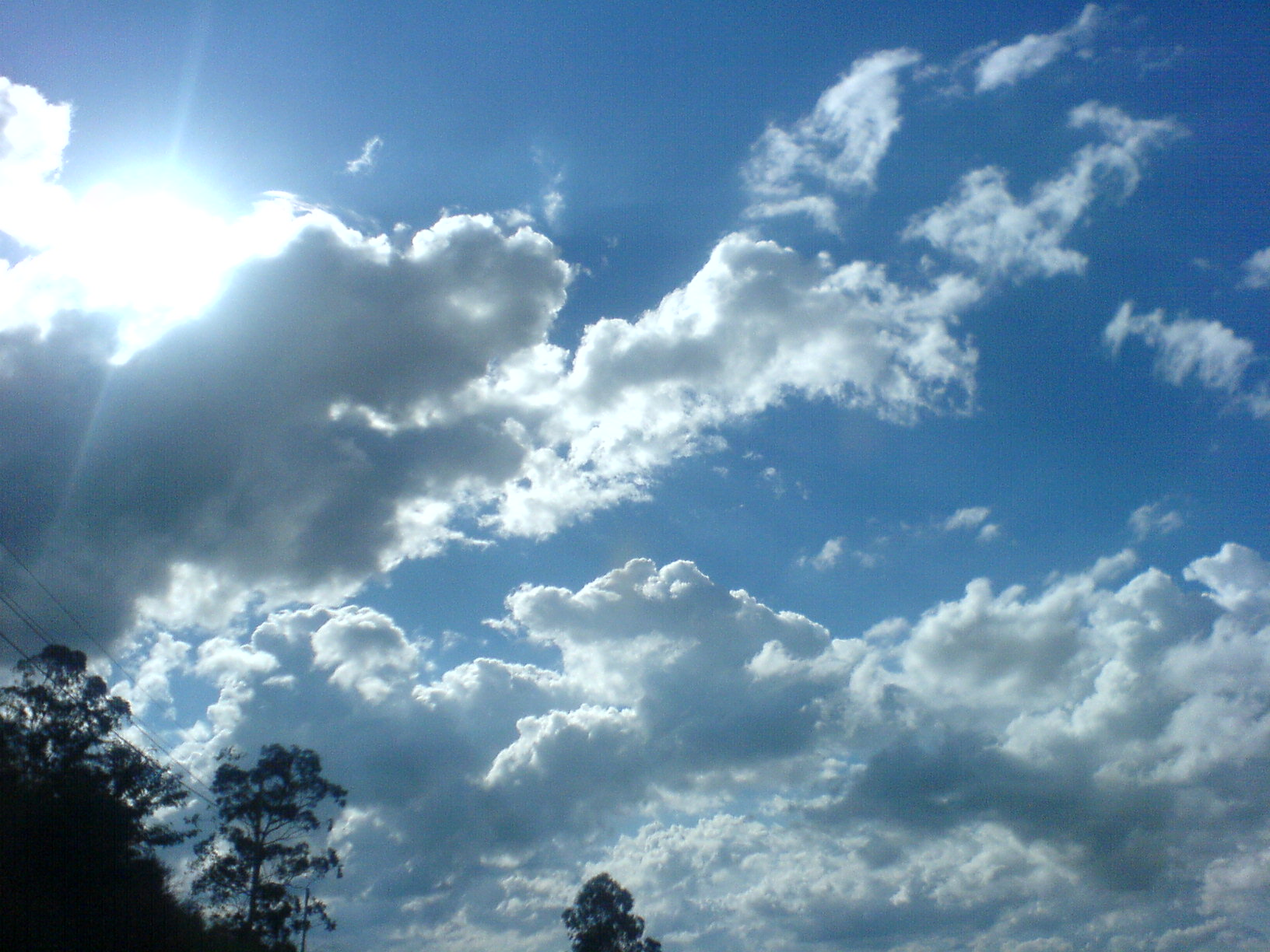
Imagem demonstrando o azul do céu.

#### Céu azul
A cor do céu predominantemente azul durante o dia é um resultado direto de um fenômeno conhecido como Dispersão de Rayleigh, onde altas frequências presentes na luz solar, como o azul, são redirecionadas diretamente para o campo de visão do observador. Durante praticamente o dia todo, pelo fato da luz azul (menor comprimento de onda) ser dispersada com mais facilidade do que a vermelha (maior comprimento de onda). Quando a luz solar passa até o olho humano, a luz azul é redirecionada aos olhos. Pelo mesmo fato, o céu acaba por apresentar-se numa forma mais avermelhada quando passa por uma maior camada de ar, ou seja, quando apresenta-se no horizonte. A luz azul nesse caso, ao invés de redirecionada, está sendo dispersada e por esse motivo o céu fica avermelhado ao entardecer e amanhecer. 

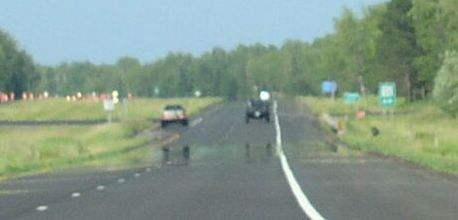
Exemplo de miragem inferior no asfalto devido a temperaturas elevadas.

#### Miragens
As miragens consistem em fenômenos ópticos que acontecem devido à refração da luz. Ao passar por meios com diferentes índices de refração a luz acaba sofrendo uma variação de velocidade e consequentemente desvios. No caso das miragens, o meio é o mesmo, o ar, mas as diferentes temperaturas acabam gerando localidades com diferentes índices de refração. A temperatura do ar próximo ao solo acaba ficando bem elevada, quando comparada à camada de ar um pouco acima, gerando uma imagem distorcida ao observador, esse caso recebe a denominação de miragem inferior. No caso de uma camada de ar frio por baixo e uma camada mais quente por cima, resulta em uma miragem superior. 

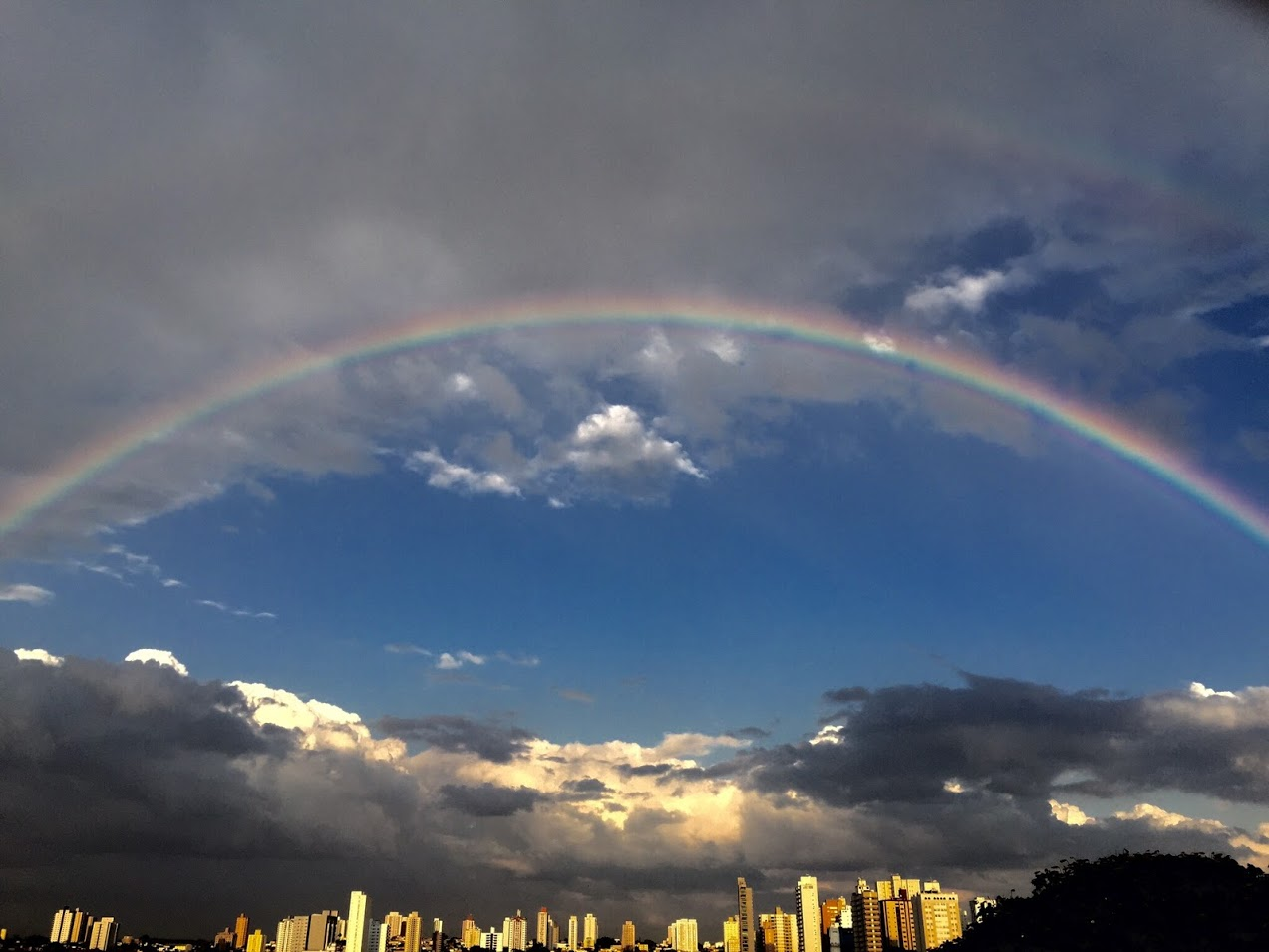
O arco-íris é um fenômeno causado pela refração da luz.

#### Arco-íris
O arco-íris consiste em um fenômeno óptico proveniente da dispersão da luz do Sol que sofre refração ao passar por gotículas de água. A luz sofre uma refração inicial quando penetra na superfície da gota de chuva, dentro da gota ela é refletida (reflexão interna total), e finalmente volta a sofrer refração ao sair da gota. O efeito final é que a luz que entra é refletida em uma grande variedade de ângulos, essa divergência de ângulos que determinam as cores presentes. Um maior ângulo retorna um feixe de comprimento de onda menor, um menor ângulo retorna um feixe de maior comprimento de onda. Esses comprimentos estão entre o azul, de maior comprimento de onda, e o vermelho de maior comprimento de onda.

### Olho humano

Modelo de um olho humano.1. corpo vítreo 2. Ora serrata 3. Músculo ciliar 4. Zônulas ciliares 5. Canal de Schlemm 6. Pupila 7. Câmara anterior 8. Córnea 9. Íris 10. Córtex da lente 11. Núcleo da lente 11. Núcleo da lente 12. Processo ciliar 13. Conjuntiva 14. Músculo Oblíquo Inferior 15. músculo reto inferior 16. Músculo reto medial 17. Artérias e veias da retina 18. Disco óptico 19. Dura-máter 20. Artéria central da retina 21. Veia central da retina 22. Nervo óptico 23. Veia vorticosa 24. Bainha bulbar 25. Mácula 26. Fóvea 27. Esclera 28. Coróide 29. Músculo reto superior 30. Retina.

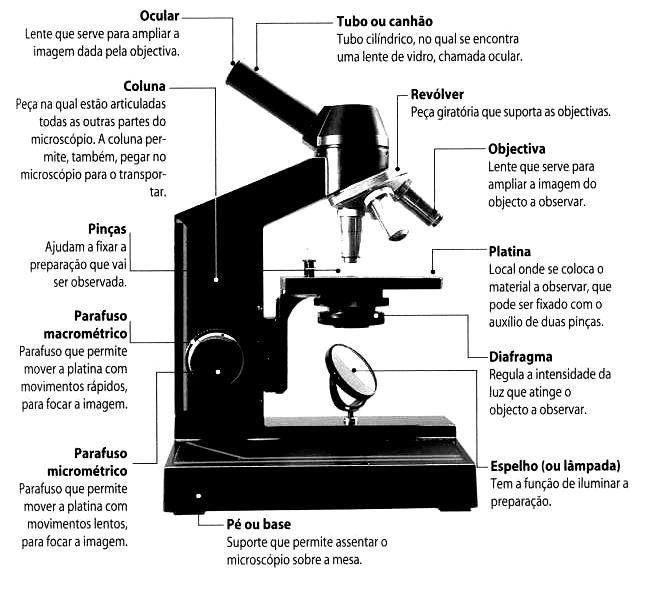
O microscópio é um instrumento formado por lentes que permitem aumentar o tamanho da imagem dos objetos.

O olho humano funciona focando a luz sobre uma camada de células fotorreceptoras denominada retina, que forma o revestimento interno da parte traseira do olho. A focagem é realizada por uma série de meios transparentes. A luz que entra no olho passa primeiro através da córnea, que proporciona a maior parte da potência óptica do olho. A luz em seguida, continua através do fluido logo atrás da córnea, da câmara anterior, em seguida, passa através da pupila. A luz segue e passa através da lente, que foca a luz adicional e permite o ajuste do foco. A luz passa depois através do corpo principal do líquido no humor vítreo do olho, e atinge a retina. As células na retina alinhadas a parte posterior do olho, exceto as saídas do nervo óptico; resultam em um ponto cego.
Existem dois tipos de células fotorreceptoras, bastonetes e cones, que são sensíveis a diferentes aspectos da luz. Os bastonetes são sensíveis à intensidade da luz sobre uma ampla faixa de frequência, portanto, são responsáveis pela visão em preto-e-branco. Bastonetes não estão presentes na fóvea, a área da retina responsável pela visão central, e não são tão eficientes quanto as células cone para alterações espaciais e temporais em luz. Há, no entanto, vinte vezes mais células bastonetes do que as células cone na retina, porque os bastonetes estão presentes em uma área mais ampla. Devido à sua ampla distribuição, as hastes são responsáveis pela visão periférica.
Em contraste, as células de cone são menos sensíveis à intensidade global da luz, mas vêm em três variedades que são sensíveis a diferentes gamas de frequência e, portanto, são usadas na percepção da cor e da visão fotópica. Células cone são altamente concentrados na fóvea e tem uma alta acuidade visual, o que significa que elas são melhores em resolução espacial do que os bastonetes. Partindo do princípio que células cone não são tão sensíveis à luz fraca como bastonetes, a maioria de visão noturna é limitado a bastonetes. Da mesma forma, uma vez que as células cone estão na fóvea, a visão central (incluindo a visão necessária para fazer mais leitura, trabalho de detalhes finos, como costura, ou um exame cuidadoso de objetos) é feita por células cone.
Os músculos ciliares ao redor da lente permitem que o foco do olho possa ser ajustado. Este processo é conhecido como acomodação. O ponto próximo e ponto distante define as distâncias mais próximas e mais distantes do olho em que um objeto pode ser trazido em foco. Para uma pessoa com visão normal, a ponto distante está localizado no infinito. A localização do ponto próximo depende da quantidade que os músculos podem aumentar a curvatura da lente, e como a lente se torna inflexível com a idade. Oftalmologistas geralmente consideram um próximo ponto apropriado a distância de aproximadamente 25 cm.
Defeitos de visão podem ser explicados usando princípios ópticos. Como as pessoas envelhecem, o cristalino se torna menos flexível e o ponto próximo se torna mais distante do olho, uma condição conhecida como presbiopia. Da mesma forma, as pessoas que sofrem de hipermetropia não podem diminuir a distância focal da lente suficientemente para permitir a objetos próximos a ser projetado em sua retina. Por outro lado, as pessoas que não podem aumentar o seu comprimento focal de lente suficiente para permitir a objetos distantes a ser projetado sobre a retina sofrem de miopia e tem um ponto de medida que é consideravelmente mais estreita do que o infinito. A condição conhecida como resultados astigmatismo quando a córnea não é esférica, mas em vez disso é mais curva em uma direção. Isto faz com que objetos estendidos horizontalmente podem ser focados em diferentes partes da retina, e objetos verticalmente estendidos resultam em imagens distorcidas.
Todas essas condições podem ser corrigidas usando lentes corretivas. Para a presbiopia e hipermetropia, uma lente convergente fornece a curvatura adicional necessário para trazer o ponto próximo mais próximo do olho, enquanto para a miopia, uma lente divergente fornece a curvatura necessária para enviar o ponto distante ao infinito. O astigmatismo é corrigido com uma lente de superfície cilíndrica que se curva mais fortemente numa direção do que na outra, para compensar a não uniformidade da córnea.

A potência óptica de lentes corretivas é medido em dioptrias, um valor igual ao inverso do comprimento focal medido em metros; uma lente com distância focal positiva corresponde a uma lente convergente e uma distância focal negativa correspondente a uma lente divergente. Para lentes que corrigem para o astigmatismo, bem como, três números são dados: uma para a potência esférica, um para a alimentação cilíndrico, e um para o ângulo de orientação do astigmatismo.

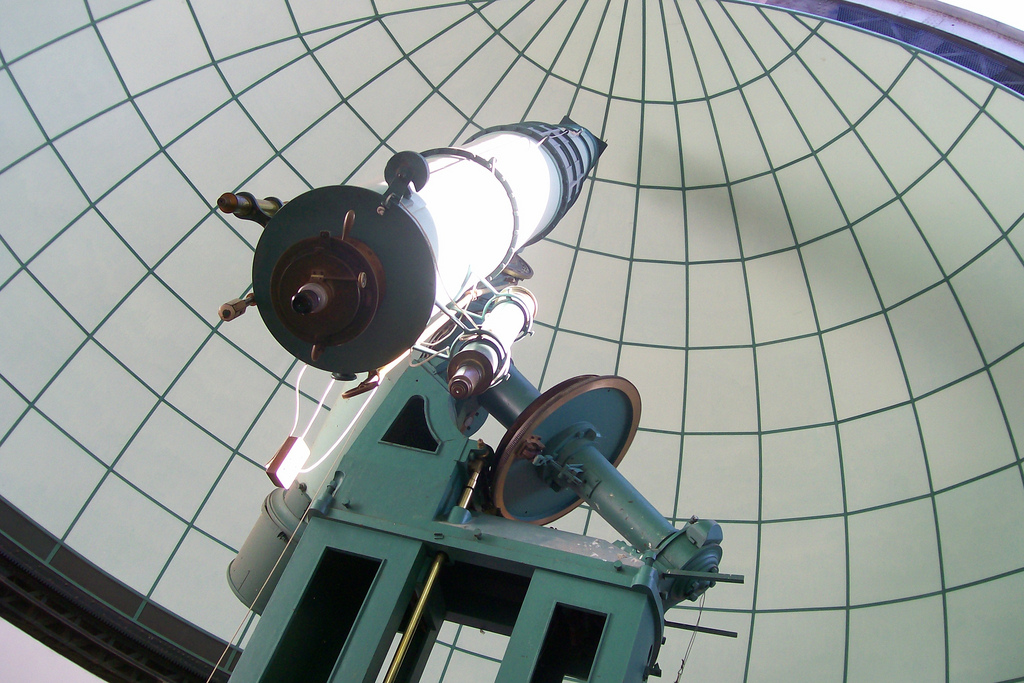
Esquematização do telescópio utilizado para estudos espaciais.

### Instrumentos ópticos
Lentes individuais têm uma variedade de aplicações, incluindo lentes fotográficas, lentes corretivas e lentes de aumento, enquanto os espelhos individuais são usados em refletores parabólicos e os espelhos retrovisores. A combinação de uma série de espelhos, prismas, lentes produz instrumentos ópticos compostos que têm usos práticos. Por exemplo, um periscópio é simplesmente dois espelhos planos alinhados para permitir a visualização em torno de obstruções. Os mais famosos instrumentos ópticos compostos em ciência são o microscópio e o telescópio que ambos foram inventados pelos holandeses no final do século 16. O uso dessas lentes apresentam funções semelhantes, bem como seu desenvolvimento.
Microscópios foram inicialmente desenvolvidos com apenas duas lentes: uma lente objetiva e uma ocular. A lente objetiva é essencialmente uma lupa e foi concebido com uma distância focal muito pequena enquanto o ocular geralmente tem um comprimento focal mais longo. Isso tem o efeito de produzir imagens ampliadas de objetos próximos. Geralmente, uma fonte adicional de iluminação é utilizada nestas imagens ampliadas, devido à conservação de energia e a propagação dos raios de luz sobre uma área de superfície maior. Microscópios modernos, conhecidos como microscópios compostos têm muitas lentes neles (normalmente quatro) para otimizar a funcionalidade e melhorar a estabilidade da imagem. Uma variedade de microscópio um pouco diferente, o microscópio de comparação, olha para as imagens lado a lado para produzir uma visão binocular estereoscópica que parece tridimensional quando usado por seres humanos.
Os primeiros telescópios, chamado telescópios de refração também foram desenvolvidos com uma única lente objetiva e ocular. Em contraste com o microscópio, a lente da objetiva do telescópio foi concebida com um comprimento focal grande para evitar as aberrações ópticas. A lente objetiva foca uma imagem de um objeto distante no seu ponto focal, que é ajustado para estar no ponto focal de uma ocular de uma distância focal muito menor. O objetivo principal de um telescópio não é necessariamente ampliação, mas em vez de recolha de luz que é determinada pelo tamanho físico da lente objetiva. Assim, telescópios são normalmente indicado pelos diâmetros das suas objetivas, em vez de pela ampliação que pode ser alterado mudando as oculares. Como a ampliação de um telescópio é igual ao comprimento focal da objetiva dividida pela distância focal da ocular, menores distâncias oculares focais causam uma maior ampliação.

## Polarização

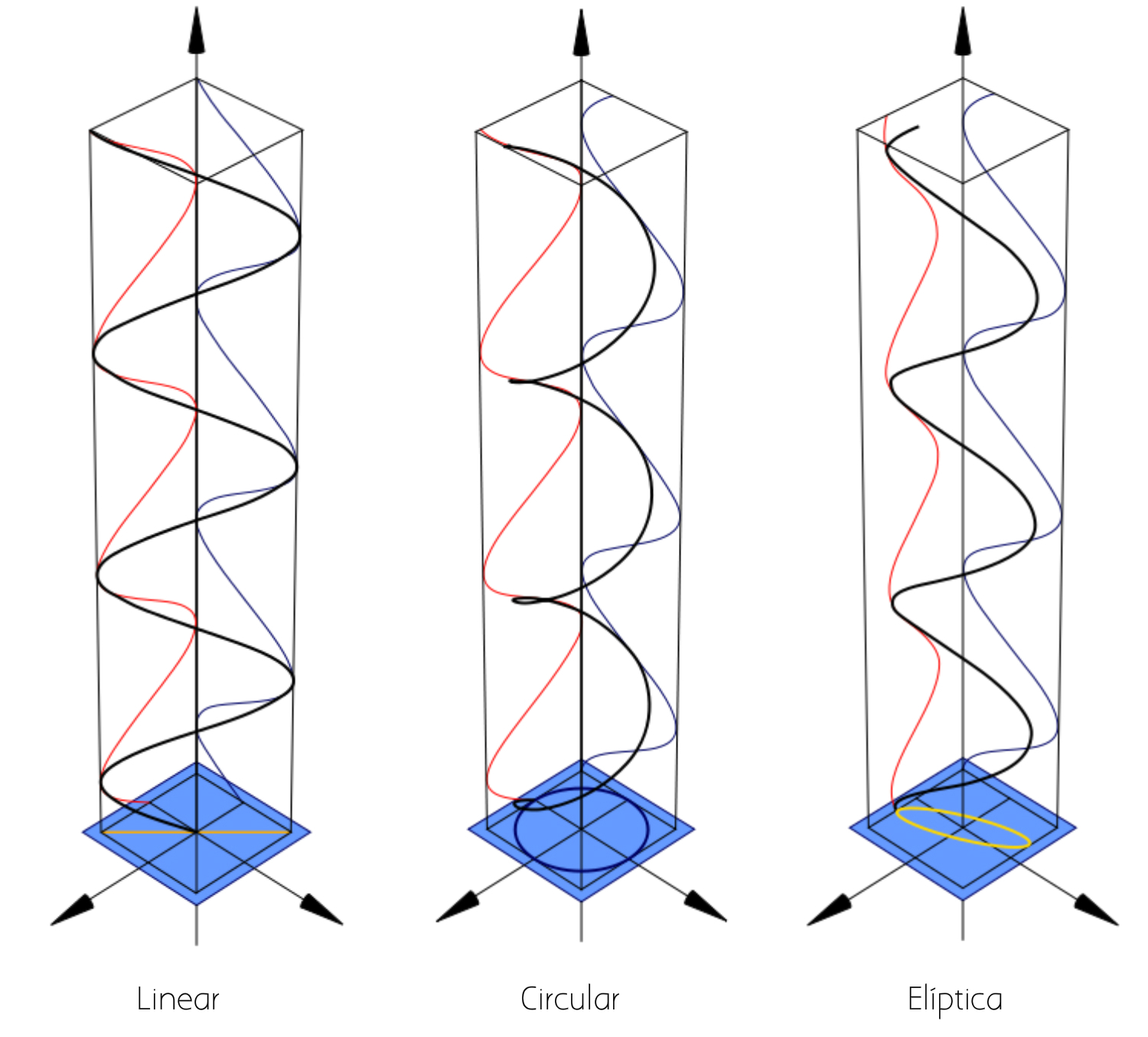
Representação de Polarização Linear, Circular e Elíptica

A polarização é uma propriedade geral de ondas que descreve a orientação de suas oscilações. Para ondas transversais tanto quanto muitas ondas eletromagnéticas, descreve a orientação das oscilações no plano perpendicular à direção de deslocamento da onda. As oscilações podem ser orientadas numa única direção (polarização linear), ou a direção de oscilação pode girar à medida que a onda se desloca (polarização circular ou elíptica). Ondas polarizadas circularmente podem girar para a direita ou para a esquerda na direção de deslocamento, e quando ambas estas rotações estão presente numa onda, isso determina a quiralidade da onda.
A forma habitual de considerar a polarização é controlar a orientação do vetor campo elétrico de como a onda eletromagnética se propaga. O vetor campo eléctrico de uma onda plana pode ser arbitrariamente dividido em duas componentes perpendiculares aos eixos cartesianos x e y marcadas, com o eixo z indicando o caminho de propagação. A forma traçada no plano x-y pelo vetor campo eléctrico é uma figura de Lissajous que descreve o estado de polarização. As figuras seguintes mostram alguns exemplos da evolução do vetor campo elétrico (em azul), com o tempo (os eixos verticais), num ponto particular no espaço, juntamente com a suas componentes x e y (vermelho / esquerda e verde / direita), e o percurso traçado pelo vetor no plano (roxo): a mesma evolução iria ocorrer quando se olha para o campo elétrico num determinado momento, enquanto evoluindo o ponto no espaço, ao longo da direção oposta à propagação.
Na figura mais à esquerda acima, os componentes X e Y da onda de luz estão em fase. Neste caso, a relação entre os seus pontos fortes é constante, de modo que a direção do vetor campo elétrico (a soma vectorial destas duas componentes) é constante. Uma vez que a ponta do vector vai traçando uma linha no plano, neste caso especial é chamada polarização linear. A direção dessa linha depende as amplitudes relativas dos dois componentes.
Na figura do meio, as duas componentes ortogonais possuem as mesmas amplitudes e estão 90 ° fora de fase. Neste caso, uma componente é zero quando a outra componente é a amplitude máxima ou mínima. Existem duas possíveis relações de fase que satisfazem este requisito: o componente x pode ser de 90° a frente em relação à componente y ou pode ser de 90° depois da componente y. Neste caso especial, o vector elétrico traça um círculo no plano, de modo que esta polarização é chamada polarização circular. O sentido de rotação no círculo depende de qual das duas relações de fase existe e corresponde a polarização circular do lado direito e do lado esquerdo de polarização circular.
Em todos os outros casos, em que as duas componentes não têm as mesmas amplitudes e / ou a sua diferença de fase não é nem de zero nem um múltiplo de 90°, a polarização é chamada de polarização elíptica porque o vetor campo eléctrico traça uma elipse no plano (da elipse de polarização). Isto é mostrado na figura acima à direita.
Filtros polarizadores: a luz ao passar por um filtro polarizador, apenas a componente do campo elétrico paralela a direção de polarização do filtro é transmitida, a componente perpendicular a direção de polarização é absorvida pelo filtro. A luz que emerge de um filtro polarizador está polarizada paralela a direção de polarização do filtro.
Quando a luz incide em um filtro polarizador é não-polarizada a intensidade da luz transmitida é a metade da intensidade original.

## Outros significados
Ótica é um ramo de atividade comercial, para o comércio de armações, lentes oftálmicas e lentes de contato para correções de ametropias ou com fins estéticos. O termo é comumente confundido com óptica, porém apresentam significados distintos.[carece de fontes?]